# Byron Bertram
Byron Bertram (n, 29 de octubre de 1952) es un jugador sudafricano de tenis. En su carrera llegó a una final ATP de individuales y conquistó 1 torneo ATP de dobles. Su mejor posición en el ranking de individuales fue el Nº51 en julio de 1976. En 1977 llegó a cuartos de final de Wimbledon.